# Margarete Kollisch
Margarete Kollisch (geboren als Margarete Moller 9. Dezember 1893 in Wien, Österreich-Ungarn; gestorben 11. Oktober 1979 in Staten Island in New York City) war eine austroamerikanische Schriftstellerin. 

## Leben und Wirken
Margarete Moller war die Tochter des Wiener Rechtsanwalts Ignaz Moller (1859–1937) und der Hermine Bunzl-Federn (1870–1928). Sie studierte in Wien Neue Philologie und machte 1917 ihre Lehramtsprüfung. Anschließend arbeitete sie als Journalistin, Lehrerin und Übersetzerin. 1923 heiratet sie den Architekten Otto Kollisch, das Ehepaar hatte drei Kinder: Eva, Peter und Stephan. Anfang der 1930er-Jahre erschienen erstmals literarische Arbeiten in Zeitschriften und Anthologien (Badener Auslese 1930). Margarete Kollisch war Mitglied des 1928 von Richard Kühnelt in Baden gegründeten Alpenländischen Schriftstellerverbandes. 
Im Juli 1939 konnten die Kinder mit einem Kindertransport nach England, im November des gleichen Jahres konnten Margarete Kollisch und ihr Mann in die USA flüchten. Im April 1940 kamen die Kinder in die USA nach. 
Sie jobbte als Sekretärin bei einem Antiquar, machte eine Ausbildung als Heilmasseurin und arbeitete 25 Jahre in dem Beruf. Auch gab sie französischen und deutschen Sprachunterricht. Sie schrieb Gedichte, Erzählungen, Märchen und hatte Lesungen im Austrian Institute, Austrian Forum und in der Social Scientific Society sowie Veröffentlichungen in Aufbau, Literatur und Kritik, Lyrica Germanica, New Yorker Staatszeitung, Frankfurter Rundschau, German-American Studies und etlichen Anthologien.
1969 erhielt sie die Medaille für fremdsprachige Dichtung des York College der City University of New York. Ihr Nachlass befindet sich an der University at Albany, Special Collections and Archives.
Ihre Tochter ist die in New York lebende Schriftstellerin und Literaturwissenschaftlerin Eva Kollisch.

## Werke
- Wege und Einkehr. Ausgewählte Gedichte. Wien 1960.
- Unverlorene Zeit. Gedichte und Betrachtungen. Wien 1971.
- Rückblendung. Gedichte und Prosa. Wien 1981.

### Beiträge in Anthologien
- Minna Lachs (Hg.): Und senden ihr Lied aus. Wien 1963.
- Mimi Grossberg (Hg.): Kleinkunst aus Amerika. Wien 1964.
- Österreichisches aus Amerika. Wien 1973.
- Geschichte im Gedicht. Das politische Gedicht der austro-amerikanischen Exilautoren des Schicksaljahres 1938. New York 1982.